# Церковь Успения Пресвятой Богородицы (Сарья)

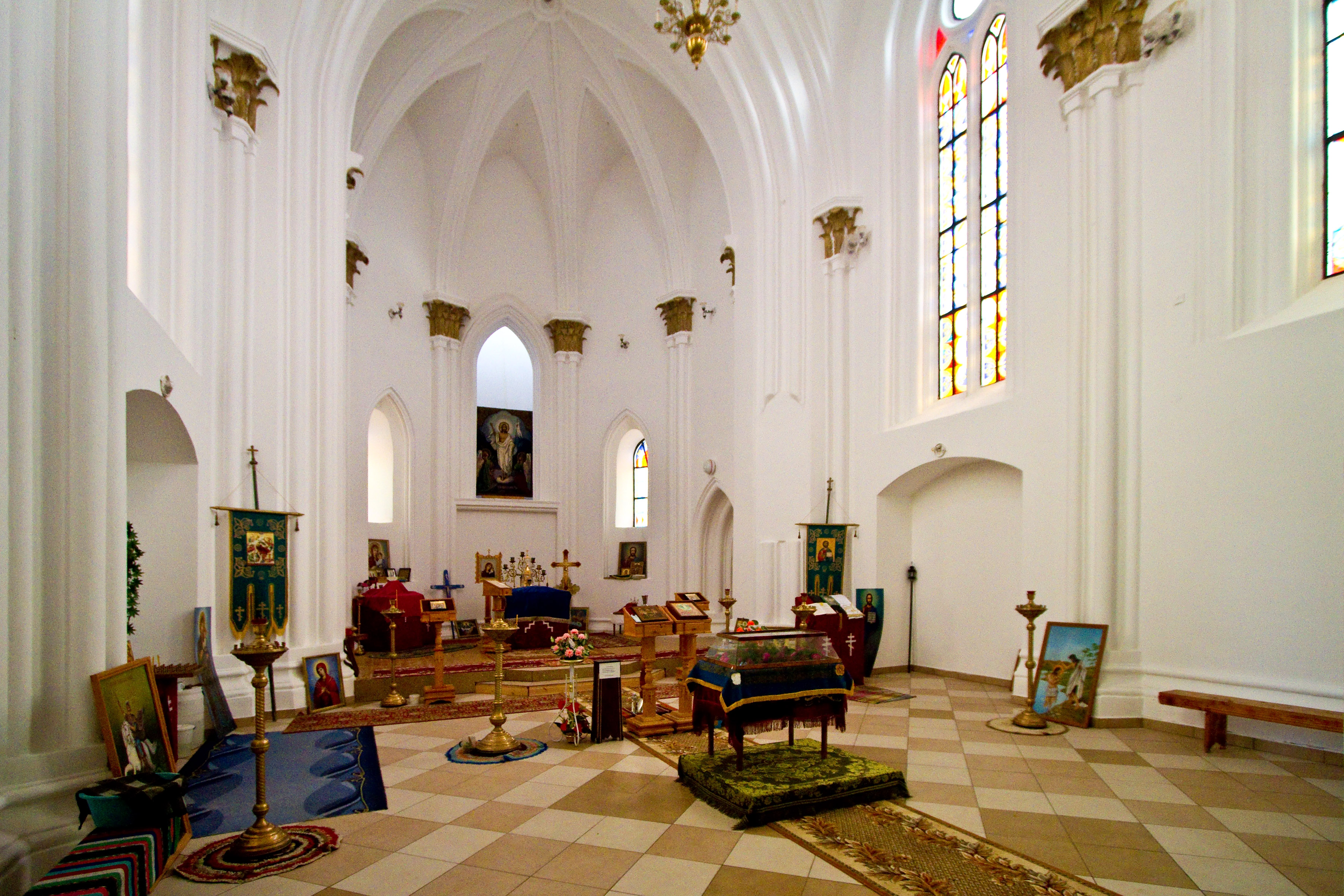
Внутри храма

Церковь Успения Пресвятой Богородицы или Костел Пресвятой Девы Марии — неоготический храм в деревне Сарья Верхнедвинского района Витебской области. Памятник архитектуры середины XIX века, один из самых выразительных неоготических храмов в Беларуси, построен из красного кирпича. Строился как католический храм, в настоящее время передан православной церкви.
Храм внесён в Государственный список историко-культурных ценностей Республики Беларусь как памятник сакрального зодчества республиканского значения.

## История

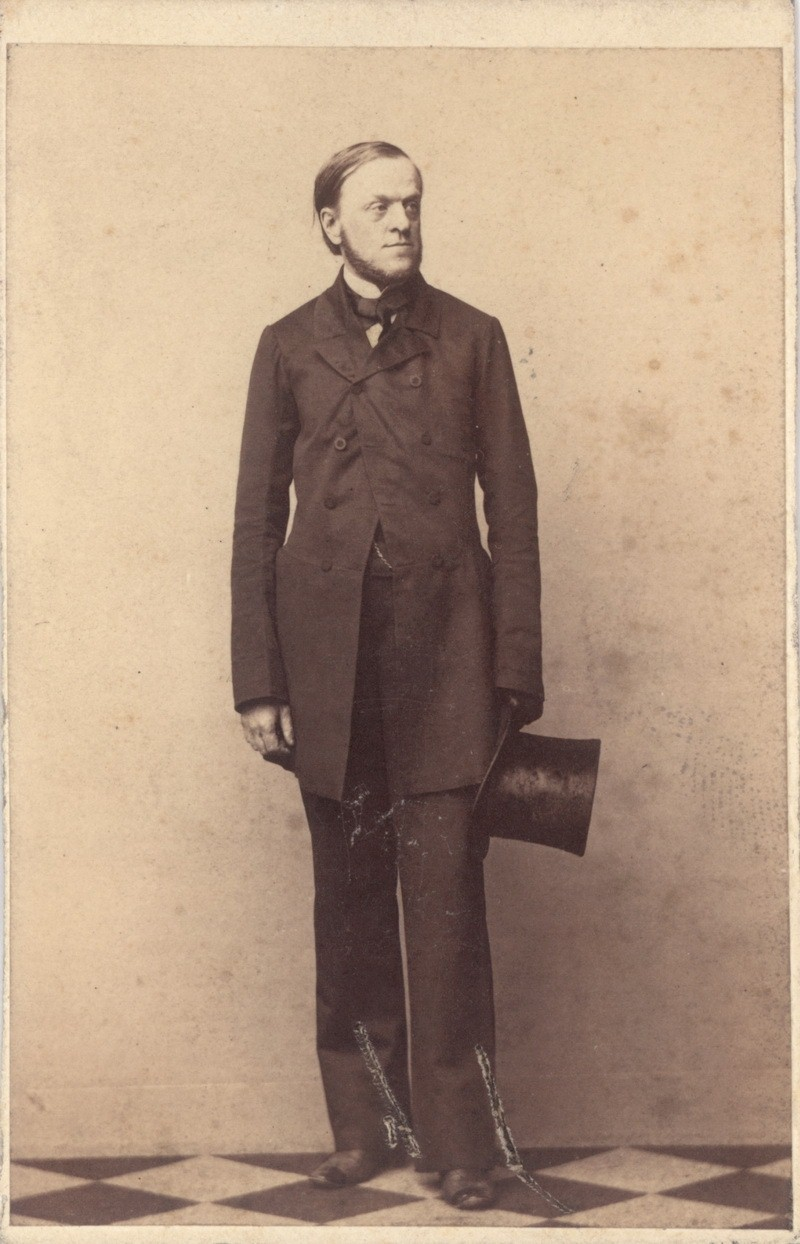
Игнатий Лопатинский. Неизвестный фотограф. Ок. 1860. Национальный музей Литвы.

Возведён в середине XIX века шляхтичем Игнатием Лопатинским, бывшим сарьянским землевладельцем, в память о горячо любимой и рано ушедшей из жизни жены Марии.
Прусскому архитектору Густаву Шахту была поставлена непростая задача. Игнатий, тоскующий по прекрасной молодой жене, хотел видеть храм олицетворением её красоты и выражением всей глубины его чувств. В качестве архитектурного стиля была выбрана модная в те времена неоготика («викторианский стиль»).
В 1865 году храм был переосвящён в православную церковь. В 1935 году храм был закрыт, после Второй мировой войны здание использовалось как склад, позже — как увеселительное заведение. В конце 1980-х годов храм частично реконструирован, но восстановлен не до конца. В 1989 году храм возвратили католикам, но в 1990 году храм был передан православному приходу Успения Пресвятой Богородицы (на 2009 год насчитывает 600 человек). Спустя год в церкви возобновились богослужения. Настоятель храма — протоиерей Василий Стреха.
Состояние на 2009 год: разрушена колокольня, утеряны фрагменты внешнего вида здания в его верхней части. Проводятся реставрационные работы, сроки их завершения неизвестны.
Состояние на 2013 год: Реставрационные работы завершены, в храме установлен новый алтарь, демонтировано верхнее перекрытие, возле храма установлен памятник святым Петру и Февронии.

## Архитектура
Церковь представляет собой однонефную базилику, прямоугольную в плане, с 5-гранной апсидой и двумя небольшими сакристиями (ризницами). Композиция главного фасада ступенчатая, трёхчастная. Центральную часть выделяют портал, завершённый вимпергами с розеткой в центре, и 5-гранные контрфорсы с пинаклями. Аналогичные пинакли и на угловых контрфорсах. Пластику боковых фасадов обогащают лопатки, состоящие из двух частей, аркатурные пояса и сквозная острозубчатая аркада. Стрельчатые оконные проёмы украшены архивольтами. Внутри основное помещение перекрыто крестовыми перекрытиями, которые оформлены лепными нервюрами. Две колонны поддерживают хоры с арочной балюстрадой.